# Eenheid 61398
Eenheid 61398 (Chinees: 61398部队) is een geheime eenheid van het Chinese Volksbevrijdingsleger. De eenheid is gespecialiseerd in cybercriminaliteit, cyberoorlog en het stelen van militair gevoelige informatie. Eenheid 61398 is sinds 2006 actief en zou 141 bedrijven hebben gehackt. Van de 141 aanvallen waren er 115 tegen de Verenigde Staten gericht, zoals eind 2012 bij The New York Times.
Op 19 februari 2013 werd het bestaan van Eenheid 61398 door het bewakingsbedrijf Mandiant bekendgemaakt. De eenheid zou in het Pudong, het zakendistrict van Shanghai, gevestigd zijn. Ook zou hier de hackersgroep APT 1 zijn gevestigd, volgens Mandiant China's meest actieve hackersbeweging. De hackers zouden overheidssteun van het Chinese ministerie voor Staatveiligheid krijgen. Volgens Mandiant maakt Eenheid 61398 onderdeel uit van het 2de Bureau en het 3de Departement van Departement Personeelszaken van het Volksbevrijdingsleger, in het Chinees 总参三部二局. De Volksrepubliek China ontkent alle betrokkenheid en noemt de aantijgingen 'ongegrond'. Daarnaast laat het Chinese defensieministerie weten dat hacken in China strafbaar is. Toch arresteerde het Chinese leger een verslaggever en cameramensen van de BBC nadat zij het gebouw van Eenheid 61398 filmden.
Op 20 februari 2013 kondigde de Amerikaanse overheid aan maatregelen te zullen nemen tegen landen die internetspionage tegen de Verenigde Staten bedrijven. In eerste instantie zal de Verenigde Staten boetes en handelsbeperkingen opleggen. Vanwege een aanval van APT 1 op het Canadese gasbedrijf Telvent vorig jaar, zou Washington zich vooral zorgen maken om noodzakelijke infrastructuur als elektriciteit en luchtverkeersleiding.